# Zadobruvca, Zastavna
Zadobruvca , întâlnit și sub forma Zadobreni sau Dumbrava de Jos (între 1942-1944) (în ucraineană Задубрівка, transliterat Zadubrivka și în germană Zadobrowka) este un sat reședință de comună în raionul Zastavna din regiunea Cernăuți (Ucraina). Are 964 locuitori, preponderent  ucraineni (ruteni).
Satul este situat la o altitudine de 213 metri, în partea de centru-sud a raionului Zastavna.

## Istorie
Localitatea Zadobruvca a făcut parte încă de la înființare din regiunea istorică Bucovina a Principatului Moldovei. În ianuarie 1775, ca urmare a atitudinii de neutralitate pe care a avut-o în timpul conflictului militar dintre Turcia și Rusia (1768-1774), Imperiul Habsburgic (Austria de astăzi) a primit o parte din teritoriul Moldovei, teritoriu cunoscut sub denumirea de Bucovina. După anexarea Bucovinei de către Imperiul Habsburgic în anul 1775, localitatea Zadobruvca a făcut parte din Ducatul Bucovinei, guvernat de către austrieci, făcând parte din districtul Sadagura (în germană Sadagora). 
După Unirea Bucovinei cu România la 28 noiembrie 1918, satul Zadobruvca a făcut parte din componența României, în Plasa Prutului a județului Cernăuți. Pe atunci, majoritatea populației era formată din ucraineni. 
Ca urmare a Pactului Ribbentrop-Molotov (1939), Bucovina de Nord a fost anexată de către URSS la 28 iunie 1940, reintrând în componența României în perioada 1941-1944. Apoi, Bucovina de Nord a fost reocupată de către URSS în anul 1944 și integrată în componența RSS Ucrainene. 
Începând din anul 1991, satul Zadobruvca face parte din raionul Zastavna al regiunii Cernăuți din cadrul Ucrainei independente. Conform recensământului din 1989, numărul locuitorilor care s-au declarat români plus moldoveni era de 3 (0+3), reprezentând 0,33% din populație . În prezent, satul are 964 locuitori, preponderent ucraineni.

## Demografie
Componența lingvistică a comunei Zadobruvca
     Ucraineană (97,93%)
     Alte limbi (2,07%)
Conform recensământului din 2001, majoritatea populației comunei Zadobruvca era vorbitoare de ucraineană (97,93%), existând în minoritate și vorbitori de alte limbi.
1989: 908 (recensământ)
2007: 964 (estimare)

### Recensământul din 1930
Componența etnică a comunei Zadobruvca (județul Cernăuți)
     Ruteni (98,67%)
     Altă etnie (1,33%)
Componența confesională a comunei Zadobruvca
     Ortodocși (97,76%)
     Greco-catolici (1,01%)
     Altă religie (1,23%)
Conform recensământului efectuat în 1930, populația comunei Zadobruvca se ridica la 983 locuitori. Majoritatea locuitorilor erau ruteni (98,67%). Alte persoane s-au declarat: români (2 persoane), evrei (6 persoane) și germani (5 persoane). Din punct de vedere confesional, majoritatea locuitorilor erau ortodocși (97,76%), dar existau și greco-catolici (1,01%). Alte persoane au declarat: mozaici (6 persoane), romano-catolici (2 persoane) și evanghelici\luterani (4 persoane).